# Наканджако, Дамали
Дамали Наканджако (род. 1974) —  угандийский врач, терапевт, иммунолог, академик и исследователь, профессор медицины в Колледже медицинских наук Университета Макерере. Непосредственно до своей нынешней должности она работала деканом Медицинской школы при Университете Макерере с 2019 года по 17 февраля 2021 года.

## Биография
Дамали родилась в Буганде в Уганде в 1970-х годах. После школы она поступила в Университет Макерере, где изучала медицину. В 1999 году она получила степень бакалавра медицины и бакалавра хирургии. Затем она получила степень магистра. Третью степень — доктора философии в области биомедицинских наук получила в Университете Антверпена (Бельгия) в 2010 году. В период с 2011 по 2013 год она работала в Институте инфекционных заболеваний и научным сотрудником в Научно-исследовательском институте вирусологии Уганды.

## Карьера
Наканджако проходила интернатуру в больнице Мулаго с 1998 по 1999 год, следующий год она проработала в той же больнице. В 2002 году она вернулась в Мулаго, чтобы получить степень магистра.
После получения степени магистра она сосредоточилась на клинических исследованиях в области ВИЧ/СПИДа, а в 2007 году начала читать лекции в Макерере. После получения докторской степени Welcome Trust выделил ей стипендию для прохождения постдокторской стажировки в Макерере на базе Института инфекционных заболеваний.
В 2013 году Университет Макерере назначил Наканджако доцентом медицины, и она проработала в этой должности ещё пять лет. В 2018 году она стала доктором медицинских наук.

## Публикации
Наканджако — автор или соавтор более 100 рецензируемых статей в различных медицинских журналах.